# Paranoid
Paranoid és el segon àlbum de la banda britànica Black Sabbath. Originàriament el seu nom havia de ser War Pigs, però a causa de pressions de la discogràfica es va canviar a Paranoid.
Va ser gravat i publicat l'any 1970, constituint el primer èxit de la banda, i fins als nostres dies és considerat un disc de culte. El disc va arribar a ser número 1 al Regne Unit i, avui dia, segueix sent LP més venut de Black Sabbath.

## Comentaris
Paranoid marcaria el punt cim de la carrera de Black Sabbath, un LP que figura en la llista d'àlbums que has de tenir indispensablement redactada per la revista Rolling Stone. Es tracta, en efecte, d'un disc d'enorme qualitat, tant en el seu conjunt com en les seves cançons de forma individual. Des del punt de vista de les lletres, és un dels discos que enfoca de forma més negativa la condició humana. En l'edició nord-americana, Luke's Wall i Jack the Stripper són la intro i el final de les cançons que l'acompanyen. En les edicions europees no apareixen als títols.
El primer tema de l'àlbum, "War Pigs" és juntament amb "Paranoid" i "Iron Man" un dels màxims exponents sonors del LP i de la mateixa discografia de Black Sabbath. El tema llança duríssimes crítiques cap a la guerra del Vietnam, els militars i els polítics, qualificant-los com bé diu el títol de la cançó de "porcs de la guerra".
Li segueix la famosa "Paranoid", un tema compost en només mitja hora en un descans en les sessions d'enregistrament de l'àlbum i que va acabar sent el tema més reeixit de Black Sabbath. Segons Iommi, la banda se n'havia anat a buscar unes cerveses i ell va començar a tocar, cosa que provocà que trobés un riff; no hi havia gravadores i tenia por que se li oblidés, pel que va estar tocant el riff fins que els altres van tornar. Aquesta vegada la cançó ens trasllada, amb la seu frenètic riff, a la desesperació existencial d'un malalt mental. Com a dada interessant, figura la similitud del riff de "Paranoid" amb el de "Dazed and Confused" de Led Zeppelin (del seu LP "Led Zeppelin I"):
Riff de "Paranoid":
```
G|-------------------7h9-----7----|
D|--7h9-7h9-7h9—7h9-----7h9---9--|
A|--7---7---7---------------------|
E|--------------------------------|
```

Riff de "Dazed and Confused":
```
G-|---------------------------|
D-|--------9-9-9----7-9-------|
A-|--------9-9-9-7-9----7-9---|
E-|--------7-7-7--------------|
```

"Planet Caravan" és la tercera cançó del LP, una relaxada composició on Ozzy Osbourne mostra la seva veu més dolça i malenconiosa.
Després d'ella, apareix el tema "Iron Man", en les lletres de la qual es reflecteix la història d'un home que, veient la fi de la humanitat, viatja al passat per a salvar-la. En el seu viatge a través del camp magnètic, es converteix en Iron Man, perdent la parla i el moviment. Quan vol advertir a la humanitat sobre desastre, és ignorat, pel que clama -i aconsegueix- la seva venjança, deslligant la fi que havia vingut a evitar.
El factor clau d'aquesta peça és sense cap dubte el seu genial i singular riff, un dels millors i més coneguts de la història, que es repeteix de forma hipnòtica. Així mateix és destacable l'excel·lent treball a la bateria de Bill Ward, que imita amb la seva tan particular estil el riff de la guitarra.
El següent tema és "Electric Funeral", un dels més sinistres de la discografia de Black Sabbath, on dibuixa un món devastat per la guerra nuclear amb un excel·lent treball dels quatre membres que dona com a resultat una atmósfera que exhala pessimisme.
Li segueix "Hand of Doom", la primera cançó en la qual Black Sabbath tracta el tema de l'addicció a les drogues, després de la qual ve "Rat Salad", breu tema instrumental compost per al lluïment de Tony Iommi i sobretot de les baquetes de Bill Ward.
L'àlbum conclou amb "Fairies Wear Boots", altra cançó amb un impecable treball del guitarrista Tony Iommi i amb una lletra que fa broma respecte de l'abús en el consum d'al·lucinògens.

## Llista de Cançons
1. War Pigs - 7:55
2. Paranoid - 2:50
3. Planet Caravan - 4:30
4. Iron Man - 6:00
5. Electric Funeral - 4:50
6. Hand of Doom - 7:10
7. Rat Salad - 2:30
8. Fairies Wear Boots - 6:15

## Integrants
- Ozzy Osbourne - Veu
- Tony Iommi - Guitarra elèctrica
- Geezer Butler - Baix
- Bill Ward - Bateria